# Štěpán Vrubl
Štěpán Vrubl (* 8. června 1976) je bývalý český basketbalista. Naposled hrál 1. českou basketbalovou ligu za tým JBC MMCITÉ Brno. Hraje na pozici rozehrávače.
Je vysoký 186 cm, váží 76 kg.
Byl členem kádru basketbalové reprezentace ČR.

## Kariéra
- 1998 - 2000 : BK Opava
- 2000 - 2001 : BK Pardubice
- 2001 - 2006 : Houseři Brno
- 2006 - 2008 : A Plus OHL ŽS Brno BC
- 2008 - 2010 : BK Prostějov
- 2011 - 2012 : BK Lokomotiva Plzeň
- 2012 - 2013 : JBC MMCITÉ Brno

## Statistiky
| Sezóna   | Soutěž      | Odehrané minuty | Průměr na zápas | Body | Průměr na zápas |
| -------- | ----------- | --------------- | --------------- | ---- | --------------- |
| 1998/99  | Mattoni NBL | 280.3           | 10.0            | 41   | 1.5             |
| 1999/00  | Mattoni NBL | 220.8           | 6.1             | 52   | 1.4             |
| 2000/01  | Mattoni NBL | 1190.2          | 33.1            | 369  | 10.3            |
| 2001/02  | Mattoni NBL | 957.0           | 28.1            | 252  | 7.4             |
| 2002/03  | Mattoni NBL | 1116.1          | 31.9            | 370  | 10.6            |
| 2003/04  | Mattoni NBL | 1006.4          | 33.5            | 268  | 8.9             |
| 2004/05  | Mattoni NBL | 1156.5          | 37.3            | 347  | 11.2            |
| 2005/06  | Mattoni NBL | 1105.7          | 36.9            | 382  | 12.7            |
| 2006/07* | Mattoni NBL | 667.5           | 33.4            | 182  | 9.1             |

 *Rozehraná sezóna - údaje k 20.1.2007